# Pawłowo (powiat sierpecki)
Pawłowo, określane też Strachaczem i Holędrami Strachaczem – wieś w Polsce położona w województwie mazowieckim, w powiecie sierpeckim, w gminie Sierpc. Ma status sołectwa.
W latach 1975–1998 miejscowość należała administracyjnie do województwa płockiego.
W XVII i XVIII wieku mieszkali tu osadnicy pochodzenia holenderskiego i niemieckiego. Stąd też i ówczesna nazwa Holędry Strachacz, następnie Strachacz karczma. W 1880 roku miejscowość określaną folwarkiem Strachacz (o powierzchni 496 morgów w tym 471 morgów roli ornej) zamieszkiwało 87 mieszkańców w 10 domach. Funkcjonował tu też wiatrak. Do dóbr należał folwark Żórawieniec.
Założycielem wsi Pawłowo był prawdopodobnie Paweł Chmielewski herbu Wieniawa, który wcześniej (na przełomie XVIII i XIX wieku) kupił od rodu Sudraskich wieś Kapuśniki.
W Pawłowie, w 1872 roku urodził się Leon Kaufmann, znany polski malarz, absolwent Szkoły Sztuk Pięknych w Warszawie.
W latach 1934–1938 znaczna część tych terenów należała do Władysława Zglinickiego herbu Prus II (1880-1943).